# Ernesto Gutiérrez Vera
Ernesto Macario Gutiérrez Vera (Portoviejo, 8 de diciembre de 1937-Guayaquil, 27 de marzo de 2020) fue un médico, epidemiólogo, virólogo, investigador y político ecuatoriano.

## Biografía
Ernesto Macario Gutiérrez Vera nació en la ciudad de Portoviejo, capital de la provincia de Manabí, Ecuador. Su madre fue Alina Vera Loor y su padre fue el chonense Macario Gutiérrez Solórzano, rector de los colegios Olmedo (Portoviejo) y Alejo Lascano (Jipijapa), también Gobernador de Manabí, legislador y presidente de la Casa de la Cultura del Guayas. Estudió en la Universidad de Guayaquil (graduado en 1963), Universidad del Valle, en Colombia, (1967) y el CDC de Atlanta, Georgia, Estados Unidos (1972-1974).
Fue un médico, epidemiólogo, virólogo e investigador, de una generación de médicos que seguían los pasos de Eugenio Espejo, Hideyo Noguchi y Plutarco Naranjo Vargas. Fue alumno del doctor Juan Montalván Cornejo. Estuvo a cargo de la Dirección del Instituto Nacional de Higiene y Medicina Tropical Leopoldo Izquieta Pérez (posteriormente INSPI) y realizó investigaciones para reducir el impacto de varias enfermedades endémicas del país. Al instituto ingresó en 1959, cuando aún era un universitario, donde se especializó en el análisis de virus, bajo la tutela del entonces director del instituto, el doctor Luis Baquerizo.
Realizó la investigación del virus de la encefalitis venezolana en Ecuador, al detectarse del primer caso en un joven de 18 años, en marzo de 1972, en Playas. También se detectó el virus en una pequeña aldea de pescadores llamada Engunga, siendo verificados 11 casos en menos de cuarenta y ocho horas, donde todos mantenía los síntomas de fiebre alta, cefaleas o somnolencias. Se contactó con el Centro para el Control y la Prevención de Enfermedades de EE. UU. (CDC) debido al brote del virus. Su investigación de trabajo de campo y laboratorio sobre la encefalitis venezolana en Ecuador, se resumió en nueve páginas, publicadas en 1977, en el volumen 30 de la revista ecuatoriana de Higiene y Medicina Tropical del Instituto de Higiene.
Gracias a la investigación que realizó sobre el virus de la encefalitis venezolana en Ecuador, recibió en 1976, en Japón, el premio internacional Doctor Hideyo Noguchi, en conmemoración del centenario por el nacimiento del sabio japonés, por iniciativa del Ministerio de Salud Pública del Ecuador, siendo el único investigador médico en recibir este reconocimiento.
En el laboratorio, emprendió un estudio sobre el arbovirus o enfermedades transmitidas por vectores, donde se identificaron nuevos virus luego de cuatro años, bautizados con nombres ecuatorianos como Playas, Babahoyo, Pueblo Viejo, Vinces, Naranjal, entre otros.
Fue ministro de Salud Pública del Ecuador, en el gobierno del general Lucio Gutiérrez, en 2003, luego que el 22 de agosto de ese año, Francisco Andino saliera de dicho cargo. En septiembre visitó el hospital Francisco Ycaza Bustamante, para mostrar a la prensa y defensoría del pueblo, los medicamentos antirretrovirales para la suministración de los niños con VIH/sida, declarando que en menos de veinticuatro horas se realizó la compra y que hubo un desfase de cinco días en la entrega debido a la anterior administración, la cual señaló que se debe al tiempo en la solicitud del presupuesto.
En 2005, fue candidato al Premio Nacional Eugenio Espejo de Ecuador, por su labor en el área de las ciencias.
Fue el editor de la revista científica del Instituto de Higiene por varios años, donde recopil̟o artículos científicos para sus publicaciones.

## Vida privada
Se casó con la portovejense Delia Robles, hija del doctor Cicerón Robles Velásquez, considerado uno de los más importantes tribunos de Manabí.

## Fallecimiento
Falleció el 27 de marzo de 2020, en la ciudad de Guayaquil, por coronavirus SARS-CoV-2 que causa el COVID-19 durante la pandemia de dicha enfermedad en Ecuador, a la edad de 82 años.